# Gaetano Porcino
Gaetano Porcino (Reggio Calabria, 10 agosto 1957) è un politico italiano.

## Biografia
È un dirigente pubblico presso il Ministero dell'interno, per il quale è Vicecommissario di governo per la regione Piemonte.
Il 9 giugno 2006 viene eletto consigliere comunale a Torino nelle file dell'Ulivo.
Il 6 febbraio 2008 abbandona il Partito Democratico e aderisce all'Italia dei Valori di Antonio Di Pietro.
Alle elezioni politiche del 2008 è candidato alla Camera dei Deputati, nella circoscrizione Piemonte 1, nelle liste dell'Italia dei Valori (in terza posizione), venendo eletto deputato della XVI Legislatura in virtù della rinuncia di Antonio Di Pietro.
Il 21 novembre 2012 annuncia le sue dimissioni dal partito ed abbandona il gruppo parlamentare dell'Italia dei Valori alla Camera insieme al deputato e coordinatore regionale IdV in Liguria Giovanni Paladini e al senatore Stefano Pedica, passando quindi al Gruppo misto. La settimana successiva costituisce il nuovo soggetto politico Diritti e Libertà (assieme a Giovanni Paladini, Nello Formisano, Massimo Donadi e David Favia) formando anche la suddetta componente interna al Gruppo misto a cui aderiscono i cinque deputati.
A dicembre 2012 l'associazione Diritti e Libertà confluisce nel Centro Democratico, nuovo partito politico guidato da Bruno Tabacci.
Alle elezioni politiche del 2013 è ricandidato alla Camera dei Deputati nelle liste del Centro Democratico, come capolista nella circoscrizione Piemonte 1 e nella circoscrizione Piemonte 2 (in seconda posizione); tuttavia, anche a causa dei bassissimi consensi riscossi dal partito (pari allo 0,49% a livello nazionale), non viene rieletto deputato.